# Киселёво (Рыбинский район)
Киселёво — деревня Ломовского сельского округа в Октябрьском сельском поселении Рыбинского района Ярославской области.
Деревня расположена к северу от посёлка Лом, непосредственно на его  северной окраине. С восточной стороны от автомобильной дороги, связывающей посёлок Лом с автомобильной дорогой P151 Ярославль—Рыбинск. В Киселёво начинается просёлочная дорога, которая идёт в восточном направлении по правому берегу реки Пухарка до деревни Юдаково, которая находится уже в Тутаевском районе .
Деревня Кмселеа указана на плане Генерального межевания Борисоглебского уезда 1792 года. В 1825 Борисоглебский уезд был объединён с Романовским уездом. По сведениям 1859 года деревня относилась к Романово-Борисоглебскому уезду .
На 1 января 2007 года в деревне числилось 6 постоянных жителей. Почтовое отделение посёлка Лом обслуживает в деревне 16 домов .